# Nymphon gracilipes
Nymphon gracilipes är en havsspindelart som beskrevs av Miers, E.J. 1875. I den svenska databasen Dyntaxa används istället namnet Nymphon stroemii. Nymphon gracilipes ingår i släktet Nymphon och familjen Nymphonidae. Arten är reproducerande i Sverige. Inga underarter finns listade i Catalogue of Life.